# Sasha Cohen
Alexandra „Sasha“ Pauline  Cohen (* 26. Oktober 1984 in Los Angeles, Kalifornien) ist eine ehemalige US-amerikanische Eiskunstläuferin, die im Einzellauf startete.

## Leben
Cohen wurde im Stadtteil Westwood geboren. Ihre Eltern sind Galina und Roger Cohen. Die Mutter, Galina Cohen, geborene Feldman, ist eine jüdische Emigrantin aus der Ukrainischen SSR (Sowjetunion), die eine Ballettausbildung durchlaufen hat. Daher versteht Sasha Cohen auch die russische Sprache. Ihr Vater ist Anwalt bei Dorsey & Whitney. Ihre Schwester Natasha ist Konzertpianistin.
Cohen begann mit dem Eislaufen im Alter von sieben Jahren. Zuvor war sie Turnerin. Professionell begann sie im Alter von elf Jahren mit dem Eiskunstlaufen. Ihr Trainer ist John Nicks. Davor hatte sie zahlreiche andere Trainer, u. a. Tatjana Tarassowa und Robin Wagner. Cohen trainiert im Aliso Viejo Ice Palace und startet für den Orange County Figure Skating Club. 
Im olympischen Jahr 2002 trat Cohen international erstmals groß in Erscheinung, als sie bei ihrer ersten Weltmeisterschaft und ihren ersten Olympischen Spielen auf Anhieb Vierte wurde. Den vierten Platz verteidigte sie auch bei der darauffolgenden Weltmeisterschaft im Jahr 2003 und siegte in dieser Saison außerdem beim Grand-Prix-Finale. 2004 in Dortmund wurde sie Vize-Weltmeisterin hinter Shizuka Arakawa und 2005 in Moskau hinter Irina Sluzkaja. 2006 gewann Cohen erstmals die US-amerikanischen Meisterschaften. Bei ihren zweiten Olympischen Spielen errang sie in Turin die Silbermedaille hinter Arakawa. Bei der anschließenden Weltmeisterschaft gewann sie die Bronzemedaille. Danach verließ sie den Wettkampfsport und tourte mit den Eisrevues Champions on Ice und Stars on Ice. Nebenbei betätigte sie sich als Schauspielerin. Sie hatte Gastauftritte in „Las Vegas“ und „CSI: NY“. Cohen versuchte sich für die Olympischen Spiele in Vancouver zu qualifizieren, verfehlte dies aber als Vierte bei den nationalen Meisterschaften.
2005 erschien ihre Autobiografie „Fire on Ice“.

## Ergebnisse
| Wettbewerb/Saison                | 1999/2000 | 2000/2001 | 2001/2002 | 2002/2003 | 2003/2004 | 2004/2005 | 2005/2006 | 2009/2010 |
| -------------------------------- | --------- | --------- | --------- | --------- | --------- | --------- | --------- | --------- |
| Olympische Winterspiele          |           |           | 4.        |           |           |           | 2.        |           |
| Weltmeisterschaften              |           |           | 4.        | 4.        | 2.        | 2.        | 3.        |           |
| Grand-Prix-Finale                |           |           |           | 1.        | 2.        |           |           |           |
| Juniorenweltmeisterschaften      | 6.        |           |           |           |           |           |           |           |
| US-amerikanische Meisterschaften | 2.        | Z         | 2.        | 3.        | 2.        | 2.        | 1.        | 4.        |

- Z = Zurückgezogen

* Cohen nahm in den Saisons 2006/07, 2007/08 und 2008/09 nicht teil

## Werke
- Sasha Cohen, Amanda Maciel: Fire on Ice: Autobiography of a Champion Figure Skater. Avon Books, New York 2005, ISBN 0-06-072490-0.